# Fiona Papajorgji
Fiona Papajorgji (* 12. März 1976 in Vlora) ist eine albanische Juristin. Seit 2019 ist sie Richterin am Verfassungsgericht der Republik Albanien.

## Leben und Wirken
Papajorgji studierte Rechtswissenschaften an der Universität Bari, wo sie 2000 ihren Abschluss machte. Anschließend arbeitete sie in Bari als wissenschaftliche Assistentin in einer Anwaltskanzlei, später wechselte sie als vollwertige Rechtsanwältin in eine andere Kanzlei. 2009 kehrte sie nach Albanien zurück und war als wissenschaftliche Mitarbeiterin in der Abteilung für Studien, Forschung und Publikationen des albanischen Verfassungsgerichts tätig. Ab 2011 war sie Rechtsberaterin am albanischen Verfassungsgericht. 2012 wurde sie von der Universität Bari zur Dr. iur. promoviert. Daneben war sie bereits seit 2007 in der Lehre engagiert.
Im November 2019 wurde Papajorgji von Staatspräsident Ilir Meta als Richterin am Verfassungsgericht vereidigt. 2023 bewarb sie sich erfolglos um die Präsidentschaft des Verfassungsgericht, gewählt wurde Holta Zaçaj. 2025 war Papajorgji zusammen mit der gleichzeitig ernannten Marsida Xhaferllari die amtsälteste der neun Verfassungsrichter.